# Aquila turrita

Lo stemma dell'Aeronautica Militare sormontato dall'aquila turrita.

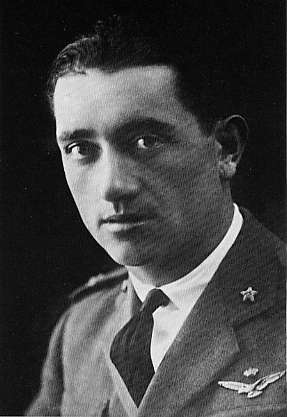
L'aquila con la corona di Casa Savoia simbolo del brevetto di pilota militare, visibile sul petto di Tommaso Dal Molin. L'aquila è nella posizione araldica ordinaria, con lo sguardo a destra diverso dall'attuale.

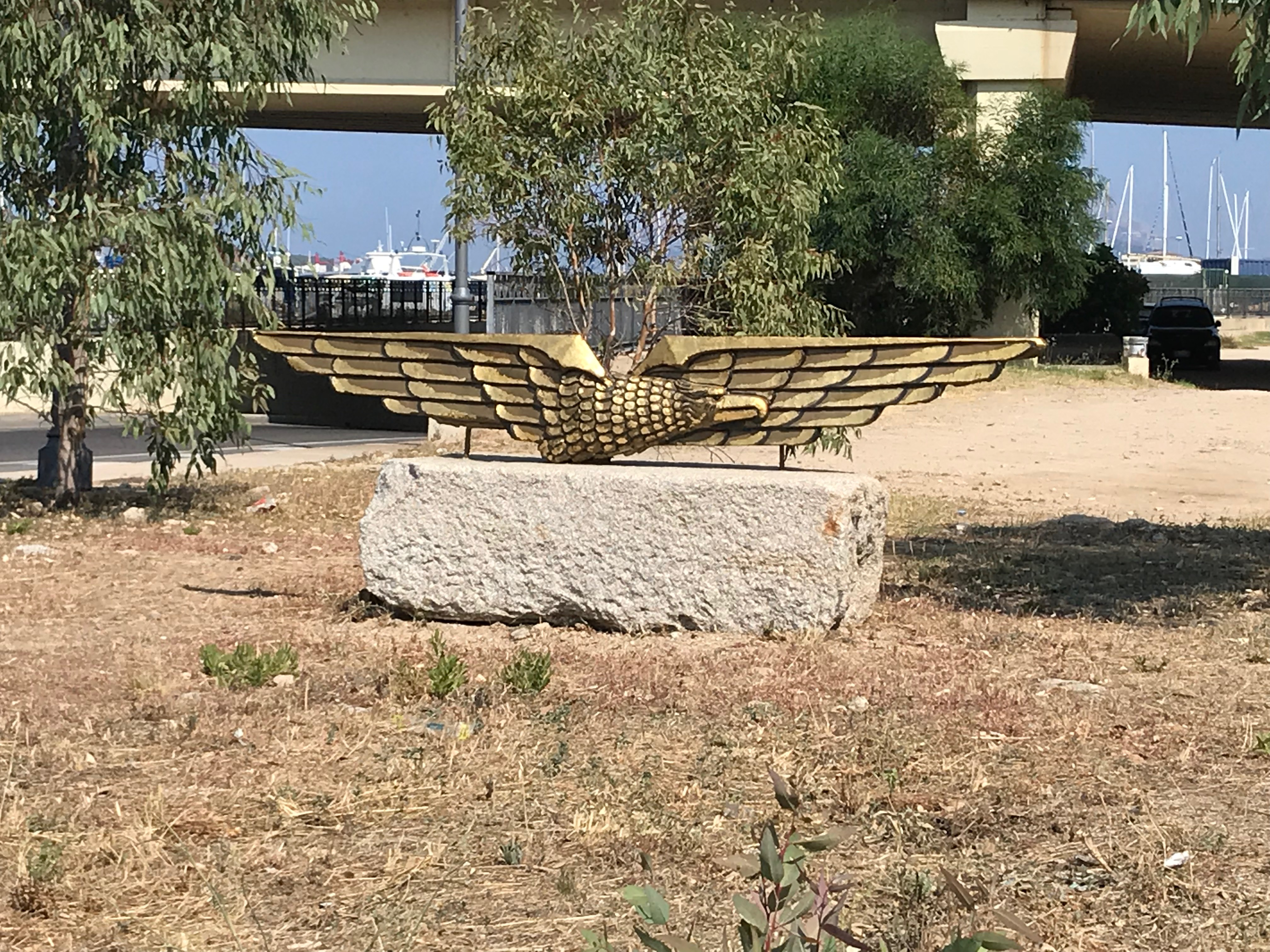
Aquila della Regia Aeronautica ad Olbia, presso l'ex idroscalo

Aquila turrita è la denominazione del simbolo dei piloti militari di tutte le Forze Armate.
L'aquila araldica è da sempre stata utilizzata in Italia per distinguere i piloti militari e nella Regia Aeronautica il simbolo era sormontato dalla corona reale di Casa Savoia. Al termine della seconda guerra mondiale, a seguito della proclamazione della Repubblica vennero rimossi tutti i simboli monarchici dalle insegne statali e l'aquila di pilota militare assunse la forma attuale.
Il cambio del simbolo interessò anche la posizione araldica dell'aquila, che passò da ordinaria a rivoltata, cioè con sguardo rivolto a sinistra (destra per chi guarda il simbolo).

## Araldica
Secondo la nomenclatura degli ornamenti esteriori dello scudo utilizzata in araldica, il termine "torre" con il quale viene comunemente chiamato il simbolo sovrapposto allo stemma dell'Aeronautica Militare, andrebbe indicato più propriamente come corona murale, decorazione ispirata alla corona muraria, l'onorificenza della Repubblica e dell'Impero romano che veniva conferita al primo uomo che avesse scalato le fortificazioni di una città nemica. In Italia le corone murali vennero regolamentate nella simbologia degli stemmi già nell'articolo 97 del regio decreto del 7 giugno 1943, numero 652 ed utilizzate negli stemmi delle città.